# Protectorat italien sur l'Albanie
Pour les articles homonymes, voir Albanie italienne.
1917–1920
Entités précédentes :
- Principauté d'Albanie

Entités suivantes :
- Principauté d'Albanie

Le protectorat italien sur l'Albanie fut mis en place par le royaume d'Italie pendant la Première Guerre mondiale afin de placer de jure l'Albanie indépendante sous contrôle italien. Il exista du 23 juin 1917 jusqu'à l'été 1920.

## Histoire
Le royaume d'Italie occupait le port de Vlora en décembre 1914 et la région du sud de l'Albanie à l'automne 1916, tandis que l'armée française occupait Korçë et ses environs le 29 novembre 1916. Les Italiens (dans Gjirokastër) et des forces françaises (à Korçë), principalement à cause du développement du front des Balkans, entrèrent dans la zone de l'ex-république autonome d'Épire du Nord (contrôlé par la minorité grecque) à l'automne 1916, après l'approbation de la Triple Entente.

L’Albanie après sa fragmentation en 1916. La zone verte inférieure indique le protectorat italien à l'été 1917. À l’automne 1918, il fut étendu à la quasi-totalité de l'Albanie.

La création de la république autonome albanaise de Korça fut faite le 10 décembre 1916 par les autorités françaises avec un protocole, selon lequel une province autonome serait établi sur le territoire de Korçë, Bilisht, Kolonja, Opar et Gora dans l’est de l'Albanie.

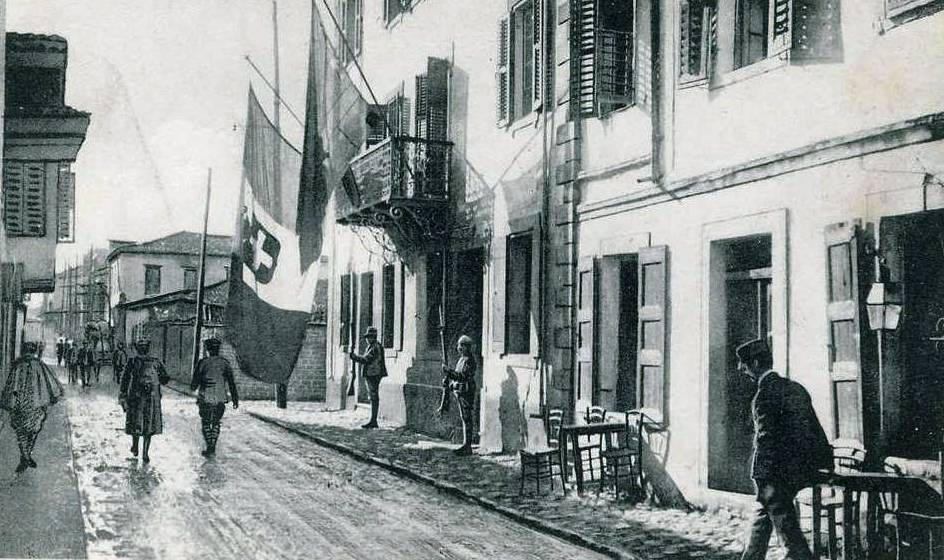
Soldats italiens à Vlora, en Albanie, au cours de la Première Guerre mondiale. Le drapeau tricolore de l'Italie portant le bouclier royal de la maison de Savoie est présent flottant à côté d'un drapeau albanais au balcon du siège de la préfecture italienne.

Le 12 décembre 1916, l'Italie demanda des explications au Quai d'Orsay, par son ambassadeur, parce que l'établissement de la république autonome albanaise de Korça violait le traité de Londres. L'Autriche-Hongrie utilisa le précédent français à Korçë pour justifier la proclamation de l'indépendance de l'Albanie sous son protectorat, le 3 janvier 1917 à Shkodra.
Le royaume d'Italie fit de même lorsqu’il proclama l'indépendance de l'Albanie sous son protectorat le 23 juin 1917 à Gjirokastra. Le général Ferrero proclama ce jour-là le protectorat italien et les semaines suivantes occupa Ioannina en Épire. Ni la Grande-Bretagne, ni la France ne furent consultées auparavant, et ils ne donnèrent pas de reconnaissance officielle au protectorat italien.
Cette république albanaise sous la direction de Turhan Përmeti, protégés par 100 000 soldats de l'armée italienne, adopta officiellement un drapeau rouge avec un aigle noir au milieu, mais souleva une tempête de protestations, même au parlement italien.

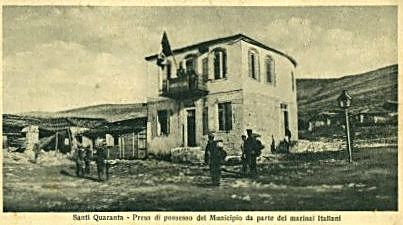
Carte postale de 1917 montrant Saranda alors occupée par les Italiens.

En automne 1918, les Italiens étendirent leur protectorat (sans rien ajouter officiellement à l'Albanie) à des zones du nord de la Grèce (autour de Kastoria) et en Macédoine occidentale (autour de Bitola), conquis sur les Bulgares et les Ottomans. Le 25 septembre, la 35e division italienne atteignit et occupa Kruševo profondément à l'intérieur de la Macédoine occidentale.
En octobre 1918, le XVIe Corpo d'Armata (près de quatre divisions italiennes, avec même deux bataillons de volontaires albanais) conquit tout le centre nord de l'Albanie sur les Autrichiens : du 10 au 14 Durrës est pris, le lendemain Tirana et du 10 au 31 Scutari ; enfin le 3 novembre Ulcinj et Bar, sur la cote de l’actuel Monténégro, sont conquises.
En novembre 1918, lorsque la Première Guerre mondiale s’acheva, presque tout ce qui constitue maintenant l'Albanie contemporaine était sous protectorat italien, après le retrait de l'expédition française de la région de Korçë (la France mit fin «officiellement» à la République autonome albanaise de Korça le 10 décembre 1918).
Depuis lors et pendant près de deux ans, jusqu'à l'été 1920, le protectorat italien sur l'Albanie fut administré par le gouvernement italien : dans un pays qui manquait presque tout, après des siècles de domination ottomane, furent construits 546 km de nouvelles routes, 110 km de nouvelles voies ferrées, 3 000 km de lignes télégraphiques, 9 téléphériques, quelques hôpitaux et des bâtiments administratifs modernes.

## Après la Première Guerre mondiale
Une délégation envoyée par l’assemblée nationale albanaise d’après-guerre, qui s'était réunie à Durrës en décembre 1918, défendit les intérêts albanais à la conférence de paix de Paris, mais la conférence rejeta toute représentation officielle de l'Albanie. L'Assemblée nationale albanaise, soucieuse de garder l'Albanie intacte, exprima sa volonté d'accepter la protection italienne, et même un prince italien comme souverain, aussi longtemps qu’elle ne perdait pas de territoire.
Mais en janvier 1920, à la conférence de paix de Paris, les négociateurs français, anglais, italiens et grecs décidèrent de diviser l'Albanie entre la Yougoslavie, l'Italie et la Grèce comme un expédient diplomatique visant à trouver une solution de compromis au conflit territorial entre l'Italie et la Yougoslavie. L'accord (avec le territoire de Valona et les zones du centre sud de l'Albanie donnés à l'Italie) fut conclu dans le dos des Albanais et en l'absence d'un négociateur américain.
Cet accord a créé un énorme ressentiment anti-italien chez de nombreux Albanais, et en mai 1920 les Italiens (en raison de la démobilisation de leurs troupes après la fin de la Première Guerre mondiale) se retirèrent de plusieurs villes importantes (Durazzo, Scutari, Tirane, Valona, Tepelani et Clisura) et des zones environnantes. Les Italiens durent faire face à la  guerre de Vlora. Les mouvements révolutionnaires en Italie rendirent la présence des 20 000 derniers soldats de l'armée italienne en Albanie fondamentalement impossible.
Le 2 août, 1920, le protocole albano-italien fut signé, à la suite duquel l'Italie se retira de l'Albanie (se maintenant uniquement sur l'île de Saseno). Cela a mis fin aux prétentions italiennes pour Vlora et pour un mandat sur l'Albanie, sauvant le territoire de l'État albanais d’une nouvelle partition. 
Le désir de compenser cette retraite serait l'un des principaux motifs de Benito Mussolini pour envahir l'Albanie en 1939.